# モーダルセレクト
モーダルセレクト（Modal select）とは、モーダルシフトの概念を消費者物流に導入し、同様の効果を期待すること。
日本政策投資銀行が提案するモーダルセレクトは、宅配便や通信販売など一般消費者に向けた物流において、環境負荷の少ない手段を選択できる仕組みを言う。物流分野において二酸化炭素(CO2)排出削減などに主体的な行動を執り得なかった消費者自らに選択可能な条件を提示し、環境保全や省エネに関心を向けてもらう事も目的のひとつに挙げられる。
特に急いでいない荷物、到着時間を指定する必要の無い荷物などを発送する際、輸送手段を選択することで環境へ配慮したり、費用を抑える結果として安く設定した料金で利用することができるなどのメリットも享受できる。
このモーダルセレクトを導入するには、物流事業者側の制度整備が欠かせない。長い配送時間で得られるコストダウンを料金体系に加える事、配送時刻の遅れなど生じるリスクに対する理解をあらかじめ受けるための説明、エコマークのような環境保護をアピールする表示、具体的な二酸化炭素排出比較データなど、解決すべき点も多い。